# Israëlisch-Surinaamse betrekkingen
Israëlisch-Surinaams betrekkingen verwijzen naar de huidige en historische betrekkingen tussen Israël en Suriname.
Beide landen onderhouden diplomatieke betrekkingen sinds februari 1976.
In februari 2011 werd Suriname het voorlaatste land in Zuid-Amerika (exclusief Colombia) dat de staat Palestina binnen de grenzen van 1967 erkende.

## Diplomatieke missies

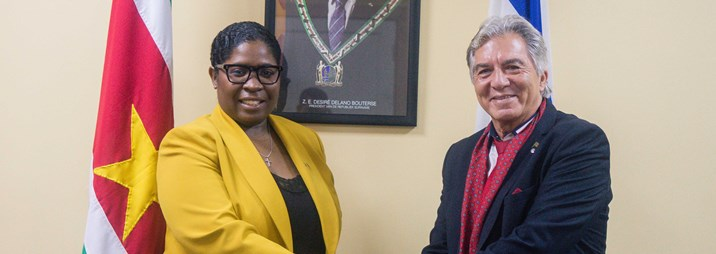
Honorair-consul Joseph Haim Harrosh overhandigt zijn geloofsbrieven aan minister Yldiz Pollack-Beighle op 28 juni 2019

### Israëlische vertegenwoordiging
Israël wordt in Paramaribo vertegenwoordigd door een consulaat en een niet-ingezeten ambassadeur die werkt vanuit Panama-Stad.
Sinds februari 2022 is Itai Bardov de niet-residerende ambassadeur van Israël voor Suriname.

### Surinaamse vertegenwoordiging
Suriname wordt vertegenwoordigd vanuit een consulaat in Tel Aviv. Sinds maart 2022 heeft Suriname een niet-residerende ambassadeur voor Israël, met Stevanus Noordzee als eerste die deze functie bekleedt. Zijn geloofsbrieven overhandigde hij in maart 2023.
Op 30 mei 2022 bracht de Nederlandse omroep NOS het bericht dat Suriname een ambassade in Israël wilde openen met als vestigingsplaats Jeruzalem. Dit is omstreden omdat Israël het oostelijke, Palestijnse gedeelte sinds de Zesdaagse Oorlog in 1967 heeft bezet. In 2022 hebben vier landen een ambassade in Jeruzalem: de Verenigde Staten, Guatemala, Honduras en Kosovo. Mohammad Mohab-Ali (VHP) nam in DNA het voortouw in het verzet tegen het voornemen; hij kreeg bijval van Gregory Rusland (NPS-leider) en Dew Sharman (VHP). Ronnie Brunswijk (ABOP-leider) en Marinus Bee (DNA-voorzitter; ABOP) verklaarden diezelfde dag dat de ambassade er niet zou komen. Minister Albert Ramdin reageerde dat hij de kritische reacties serieus ging nemen. Er kwam ook druk vanuit de islamitische koepelorganisatie Madjilies Moeslimien Suriname en het ministerie van Buitenlandse Zaken van Palestina. Later in juni antwoordde president Chan Santokhi in DNA dat er geen ambassade in Jeruzalem zal komen. Hij onderbouwde dit met dat er geen geld voor een ambassade is.

## Hulp
Israël hielp Suriname bij de bouw van een auditorium voor de Anton de Kom Universiteit van Suriname, een industrieterrein en kassen. Sinds eind 2020 werken beide landen samen op het gebied van landbouw en onderwijs.

## Houding Israëlisch-Palestijnse kwestie
In de Israëlisch-Palestijnse kwestie kiest Suriname geen partij. Dit werd opnieuw duidelijk tijdens de oorlog tussen Hamas en Israël, met een grootschalige aanval van Hamas in Israël vanaf 7 oktober 2023 en een eveneens grootschalige tegenaanval door Israël in de Gazastrook. Publiekelijk was er twee weken lang niet bekend dat er een verklaring van Suriname naar Israël was gegaan, tot bleek dat deze reacties er op 9 oktober waren geweest. In de verklaring keurde Suriname de aanslagen door Hamas af en riep het namens de Caricom op tot een onmiddellijk staakt-het-vuren. In een verklaring aan de Israëlische ambassade in Panama werd de oproep tot een staakt-het-vuren niet genoemd. Over de tegenaanval op het grondgebied van Palestina, dat voor Suriname een erkende en bevriende natie is, werd ook niet in de verklaring gesproken. In een persconferentie op 24 oktober reageerde Albert Ramdin dat er naar zijn mening in Suriname een sfeer werd gecreëerd om partij te kiezen voor de Palestijnen. Het Surinaamse beleid zou zich echter richten op onpartijdigheid en hij koos daarom in zijn verklaringen voor oproepen voor vrede, veiligheid en het zoeken naar dialoog en onderhandelingen. Wel zou hij herhaald hebben voorstander te zijn van een tweestatenoplossing. Contacten met de Palestijnen bestaan met de Palestijnse ambassade in Venezuela. Rechtstreeks contacten met de Israëlische overheid zouden er tijdens het conflict niet zijn geweest.

## Geschiedenis van de Joden in Suriname
Suriname was de thuisbasis van een vrij grote Joodse gemeenschap die ook Europese Joden verwelkomde die Europa ontvluchtten en de groeiende invloed van het Derde Rijk. Na het einde van de Tweede Wereldoorlog emigreerden de meeste Joden naar Israël en andere landen. Begin 20e eeuw telt de joodse gemeenschap in Suriname enkele tientallen gezinnen. In Paramaribo zetelt de Synagoge Neve Shalom.
De Jodensavanne en de nabijgelegen Cassiporabegraafplaats staat sinds 2023 op de Werelderfgoedlijst van de UNESCO.